# 間重富

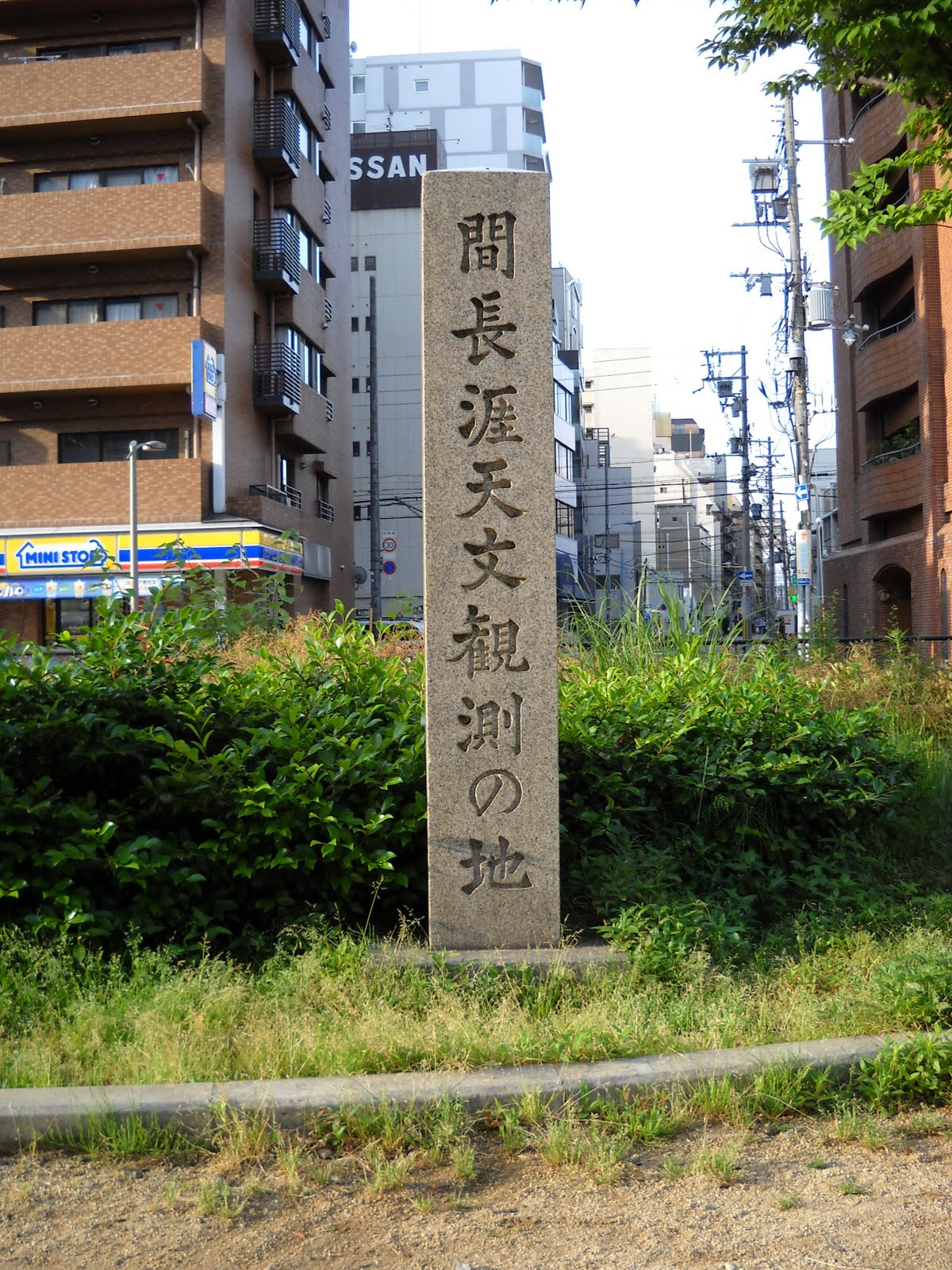
間長涯天文観測の地石碑

間 重富（はざま しげとみ、宝暦6年3月8日（1756年4月7日） - 文化13年3月24日（1816年4月21日））は、江戸期の天文学者。号は長涯（ちょうがい）。寛政の改暦に功績があった。

## 略歴
宝暦6年（1756年）3月8日、大坂長堀富田屋町の北詰（現・大阪市西区新町2丁目）で、質屋を営む羽間屋の第六子として生まれる。蔵が11あったことからも「十一屋（といちや）」と呼ばれた裕福な家業を継ぎ、通称は十一屋五郎兵衛（7代目）。
彼の時代に蔵が15に増えたので「十五楼主人」とも号した。
少年の頃から天文学に興味を持ち、天学塾・先事館の麻田剛立に入門したのは天明7年（1787年）の頃とされている。
重富は質屋を営むかたわら、自宅に観測用の高台を設け、天体の観測に励んだ。また、観測の精度を高めるため、自ら考案した様々な観測機器を職人に作らせ、天文暦学の発達に貢献した。現存する最古の観測記録は、寛政元年（1789年）10月1日の日食である。
寛政7年（1795年）、高橋至時と幕府から江戸に招かれ寛政の改暦事業に参加した。彼らは観測機器により正確な天体の運行を観測するとともに、麻田剛立の理論や「暦象考成」を参考にして、「歴法新書」を編纂。これを元に寛政10年（1798年）、「寛政暦」が施行された。この功績により、幕府の天文方と同格の待遇を受け、苗字を名乗ることを許されて間と改めた。また江戸では高橋至時とともに伊能忠敬の指導を行っている。重富が考案した観測機器は、日本地図を作成する伊能忠敬らの大いなる助けになった。
その後大阪に戻り、北堀江・富田屋橋に英国製の観測機器を備え、天体観測や陸地測量を続けた。息子の間重新（はざましげよし）も天体観測を行い、同家は明治維新に至るまで、大坂で多くの観測記録を残した。天明8年（1788年）、蘭方医小石元俊と共同で市井の傘職人だった橋本宗吉を後援し、江戸へ遊学させる。橋本宗吉は関西蘭学の祖と呼ばれ、重富は大坂町人社会の中に蘭学、科学の繋がりを構成することに貢献した。
大正8年（1919年）、従五位を追贈された。
重富の関係資料は「羽間文庫」として収蔵されていたが、現在は大阪市の博物館・図書館へ寄贈され、天文学史研究の貴重な資料として活用されている。この資料群の一部は、平成28年（2016年）に「間重富関係資料」として、国の重要文化財に指定された。
昭和35年（1960年）、富田屋橋南詰跡に、「間長涯天文観測の地」と刻まれた石碑が大阪市によって建てられた。その後、長堀川の埋め立ての影響で移設し、現在では長堀グリーンプラザ内にその姿を見ることができる。

## 著書
- 算法弧矢索隠[12]
  - 享和元年(1801年) 1冊
  - 数学の論文。円に関する原理の考察。
- 易法考[12]
  - 文化5年(1808年) 1冊
  - 日時計に関する小論
- 垂球精義[12]
  - 文化2年(1805年) 1冊
  - 垂揺球義の原理と惑星運航原理との考察
- 星学諸表[13]
  - 文化5年(1808年) 6冊
- 天地二球用法評説

## 実測図
- 山陽道実測図[14]
  - 間重富監修
  - 享和2年(1802年)

## 観測機器
観測技術面での才能を発揮、多くの観測機器を考案・改良した。
- 天球儀
  - 江戸後期 1台
- 渾天儀(竹製)
  - 江戸後期 1台
- 渾天儀(黄銅製)
  - 江戸後期 1台
- 反射式望遠鏡
  - 江戸後期　[16]